# Russell van Horn
William Russell van Horn (Pennsylvania, 30 luglio 1885 – Wickenburg, 11 marzo 1970) è stato un pugile statunitense.
Partecipò alle gare di pugilato dei pesi leggeri ai Giochi olimpici di Saint Louis 1904, dove vinse la medaglia d'argento a seguito della squalifica di Jack Egan.

## Palmarès
In carriera ha conseguito i seguenti risultati:
- Giochi olimpici

St. Louis 1904: una medaglia d'argento nella categoria pesi leggeri.